# Max (Nebraska)
Max – jednostka osadnicza w Stanach Zjednoczonych, w stanie Nebraska, w hrabstwie Dundy.